# ŠK Široki Brijeg
ŠK Široki Brijeg – bośniacko-hercegowiński klub szachowy z siedzibą w Širokim Brijegu, dwukrotny mistrz kraju.

## Historia
Klub został założony w 1996 roku. W 2002 roku zadebiutował w Premijer lidze, jednak po roku gry spadł z niej. Do pierwszej ligi klub powrócił w 2004 roku. W sezonie 2006 zespół zajął czwarte miejsce w lidze. W tym samym roku ŠK Široki Brijeg zadebiutował w Pucharze Europy. Zespół wygrał wówczas ze Slough Sharks Chess Team, Oslo SS, Istogu Istog i NSEL30 Wilno, a przegrał z Ładją Kazań, Alkaloidem Skopje i Bank King Erywań, w klasyfikacji końcowej uzyskując 16. miejsce. W 2008 roku klub ponownie zajął czwarte miejsce w krajowej lidze. Uczestniczył także w Pucharze Europy, w którym zajął 30. pozycję. W 2012 roku ŠK Široki Brijeg zdobył pierwsze w swojej historii mistrzostwo Bośni i Hercegowiny. W składzie drużyny znajdowali się wówczas m.in. Mladen Palac, Ante Brkić, Emir Dizdarević, Bojan Kurajica i Željko Bogut. W Pucharze Europy klub zajął dziewiąte miejsce, po zwycięstwach z L’Échiquier Amaytois, Jutes of Kent, SK Team Viking i White Rose Chess, remisie z Gambitem Skopje i porażkach z OSG Baden-Baden i Ashdod City Club. W kolejnym sezonie klub zdobył krajowe wicemistrzostwo, a w 2014 roku drugi tytuł. W 2023 roku klub nie przystąpił do rozgrywek pierwszej ligi.

## Arcymistrzowie w historii klubu
- Ante Brkić[9]
- Emir Dizdarević[9]
- Nenad Ferčec[9]
- Bojan Kurajica[9]
- Mladen Palac[9]
- Dalibor Stojanović[9]
- Milan Vukić[9]
- Robert Zelčić[10]